# Mont Marwick
Le mont Marwick est un sommet situé dans le chaînon des Explorateurs (en), dans la chaîne Bowers en Antarctique, dont c'est le point culminant avec 2 590 mètres d'altitude.
Nommé par le New Zealand Antarctic Place-Names Committee en 1982, il porte le nom du paléontologue John Marwick (en).
Le glacier Morley (en) et le mont Sturm se situent à proximité.

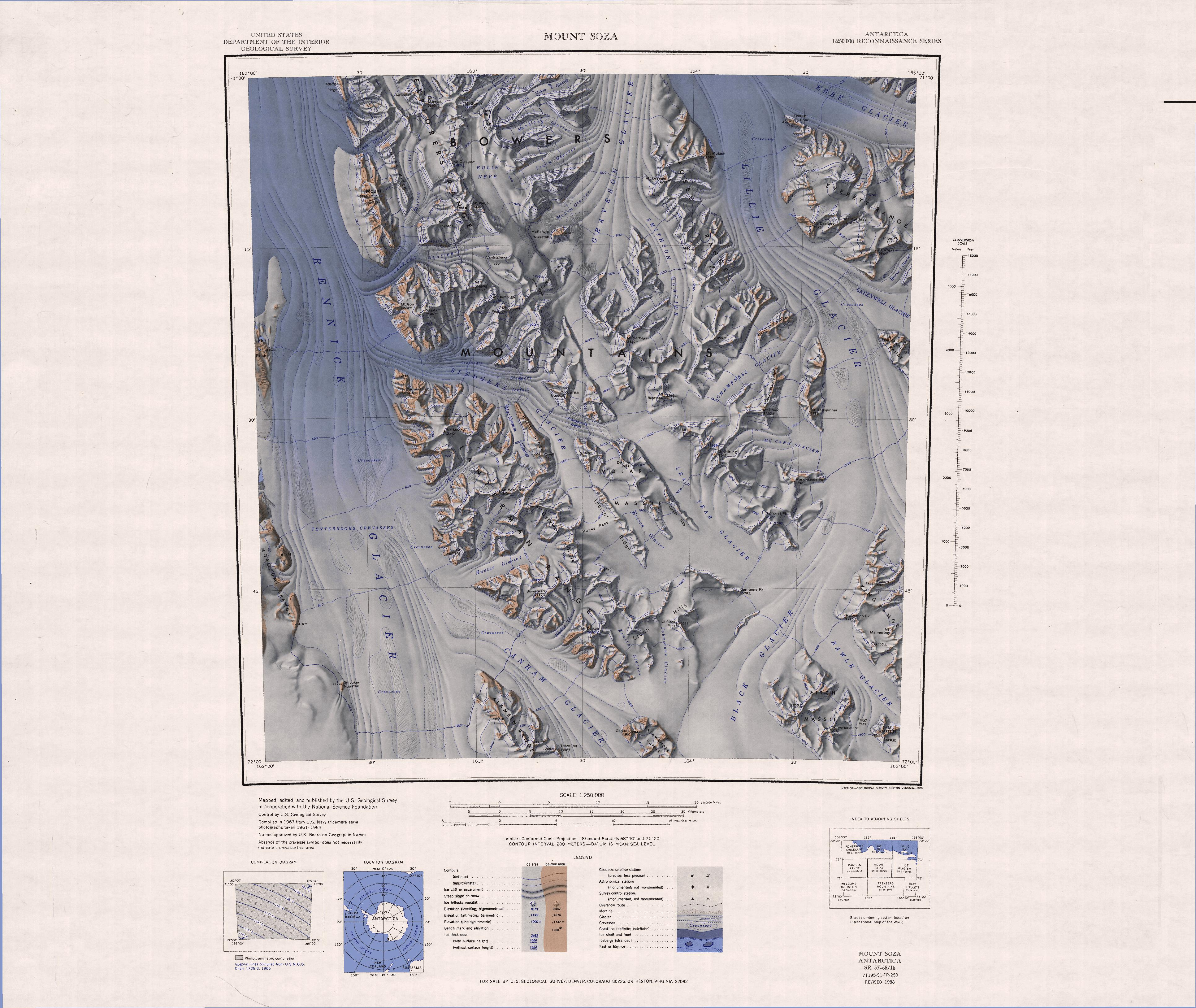
Carte topographique de l'USGS avec le mont Marwick (au nord-ouest).